# Catedrala pe Sânge din Ekaterinburg
Catedrala pe Sânge (în rusă Храм на Крови, transliterat: Hram na Krovi; denumită ocazional și Biserica tuturor Sfinților) este o catedrală ortodoxă rusă din Ekaterinburg. A fost construită între 2002 și 2003 pe locul unde familia țaristă a Romanovilor a fost ucisă în 1918, după Revoluția din Octombrie.

## Istoric
Pe locul bisericii actuale, se afla încă de la sfârșitul anilor 1880, [[]], deținută de un cetățean local. După rechiziționarea acesteia de către bolșevici la sfârșitul lunii aprilie 1918, familia țarului (țarul Nicolae al II-lea cu țarina, cinci copii și câțiva servitori) a fost încartiruită în această casă pentru folosințe speciale și apoi împușcată la fața locului în 17 iulie 1918. Casa a servit diverselor scopuri muzeale și politice pe parcursul istoriei sovietice, până când a fost demolată peste noapte, în iulie 1977. Boris Elțin, secretarul local de partid din Ekaterinburg și ulterior președinte rus, a organizat distrugerea ei din ordinul Biroului Politic din Moscova. Acest lucru trebuia să prevină apariția unei atracții turistice nepopulare. La scurt timp după dizolvarea Uniunii Sovietice în 1991, pe amplasament a fost planificată o capelă ortodoxă, iar în 2000 a fost realizat planul catedralei în stil neobizantin, care a fost construită la scurt timp după aceea și inaugurată în anul 2003.

## Galerie de poze

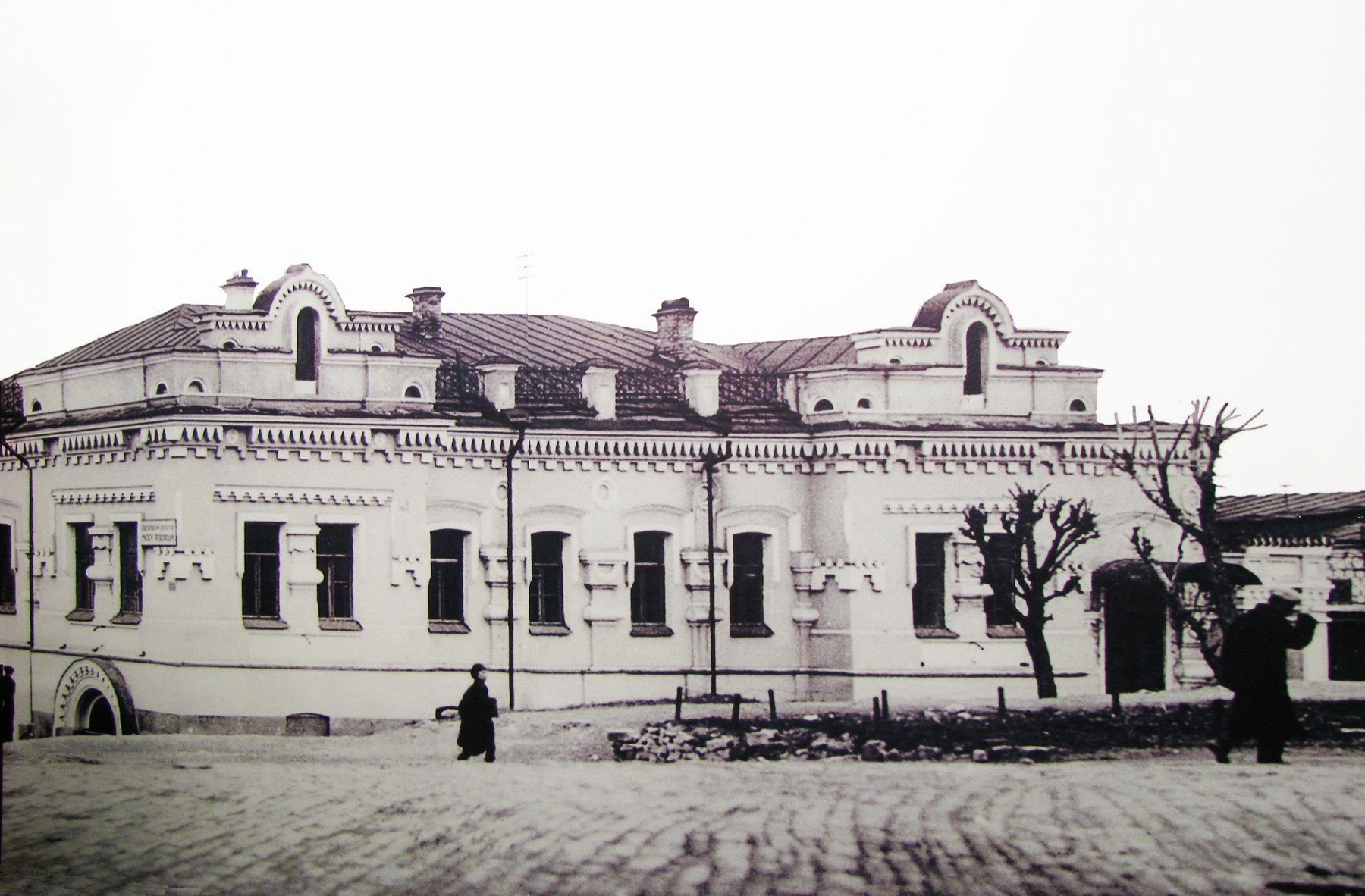
Casa Ipatiev (sfârșitul anilor 1920)
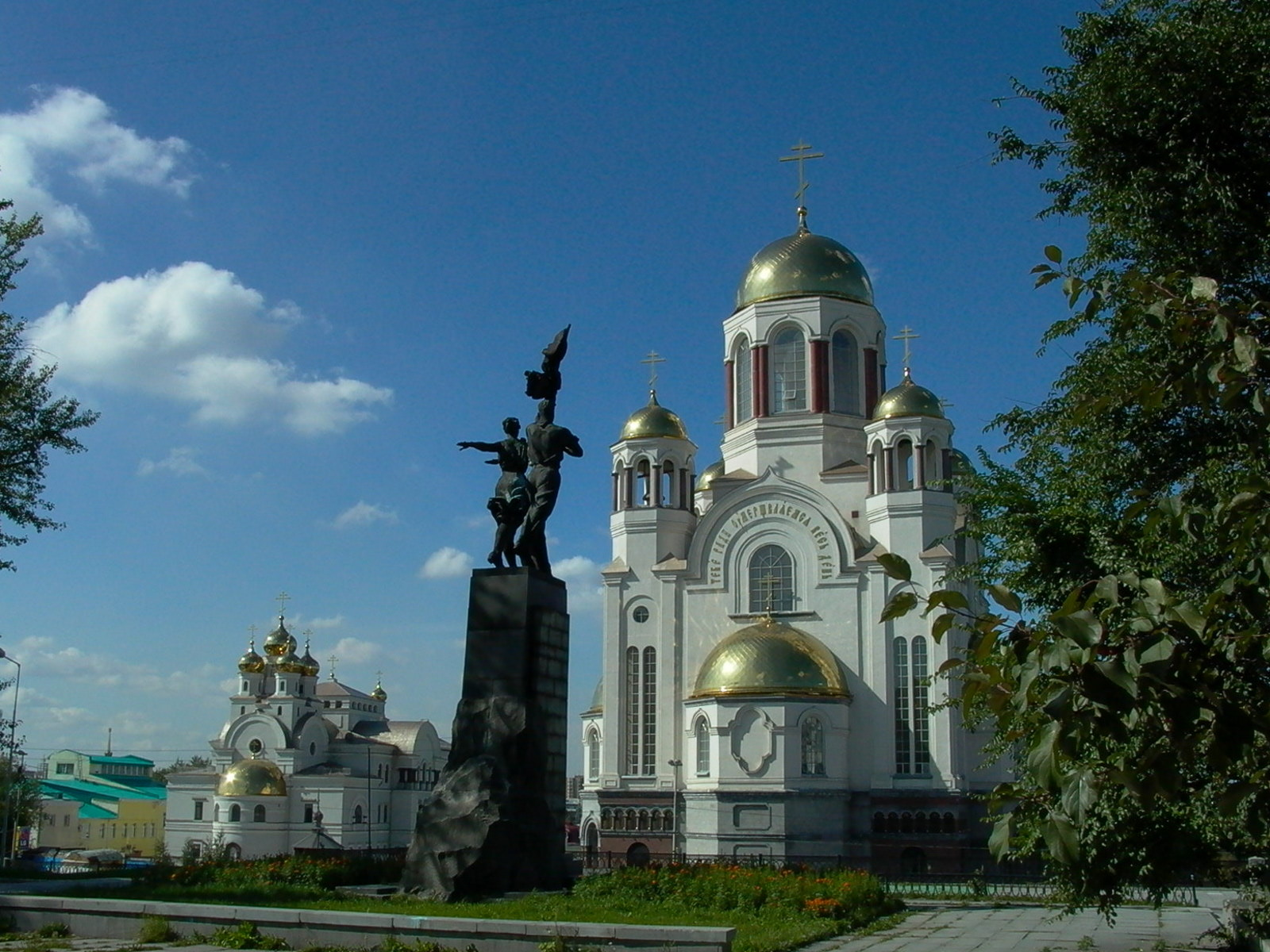
Catedrala cu împrejurimile din Ekaterinburg
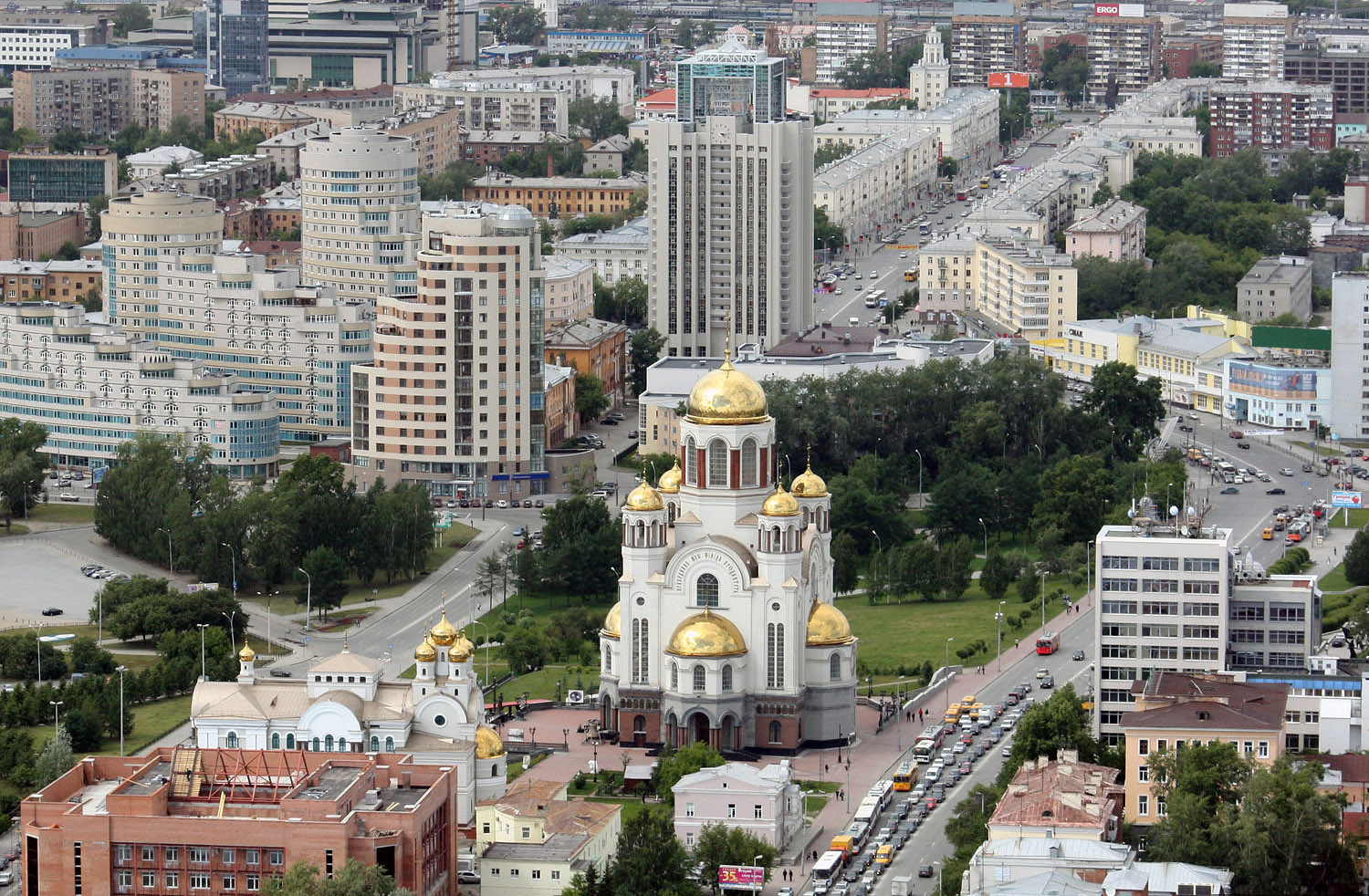
Catedrala cu împrejurimile din Ekaterinburg]]